# Pannello divisorio
Un pannello divisorio è una struttura utilizzata in edilizia e nell'arredamento per dividere spazi interni o esterni. Sovente è autoportante e - a differenza del tramezzo - facilmente amovibile. Può essere dotato di ruote e/o binari per movimentarlo.
I pannelli divisori possono essere singoli o collegati fra di loro con cerniere o giunti. Pannelli divisori collegati per mezzo di cerniere possono essere definiti separé o paravento.
I pannelli divisori trovano applicazione in numerosi ambiti dove è necessario provvedere ad una rapida riorganizzazione dello spazio: ad esempio in edifici industriali, uffici, sale riunioni, esposizioni, show-room e sale congressi. Sono qui elencate alcune tipologie di pannelli divisori:
- Generici per interni, in vari materiali ed eventualmente dotati di ruote;
- Fonoassorbenti, adatti ad esempio negli uffici (schermi divisori);
- Industriali, di dimensioni anche considerevoli, utilizzati nei magazzini;
- Divisori da tavolo, di piccolo formato, usati direttamente su tavoli o scrivanie, normalmente fonoassorbenti;
- A soffietto, che possono essere richiusi senza occupare spazio;
- Ancorati, fissati alla parete a un'estremità e liberi dall'altra, generalmente a soffietto;
- Espositivi, utilizzati in uffici, mostre e vetrine.

I materiali impiegati sono i più differenti: i pannelli comuni, per utilizzi generici, sono solitamente in materiale plastico, ad esempio polistirene o policarbonato. Anche l'alluminio e la tela trovano largo impiego. Per pannelli più elaborati e costosi possono essere utilizzati dal legno al ferro battuto, fino al vetro, al feltro o alle più svariate tappezzerie. Lo stesso discorso vale per le finiture, che possono essere nascoste o a vista e dei più svariati materiali, generalmente in alluminio nei pannelli divisori generici.